# Machiya
Machiya (町屋/町家?) sono case tradizionali in legno che si trovano in tutto il Giappone ma soprattutto nella capitale storica di Kyoto dove se ne sono preservate in numero maggiore rispetto ad altre località del paese.

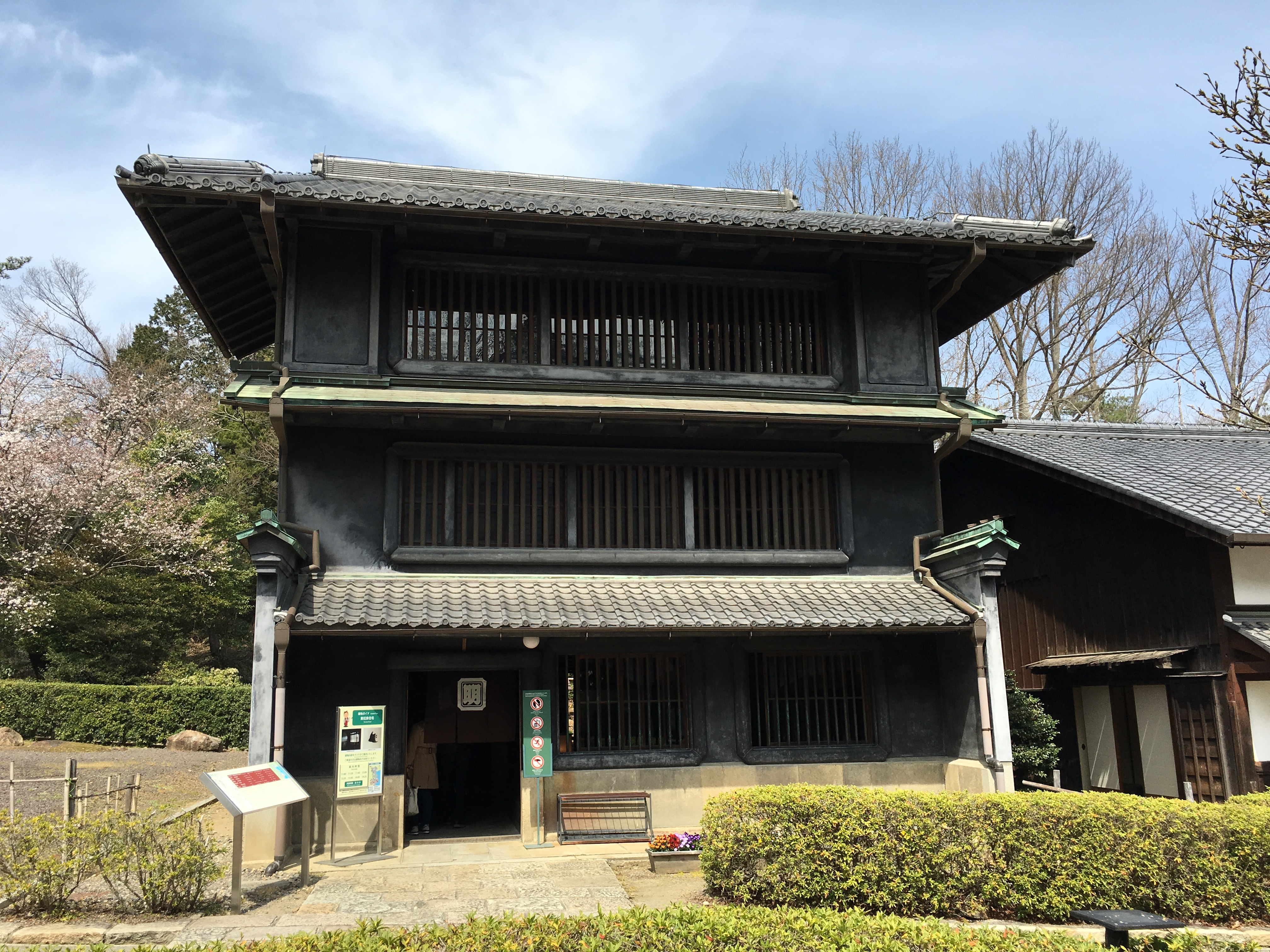
La Tōmatsu House di Funairi-chō, Nagoya è un buon esempio di machiya

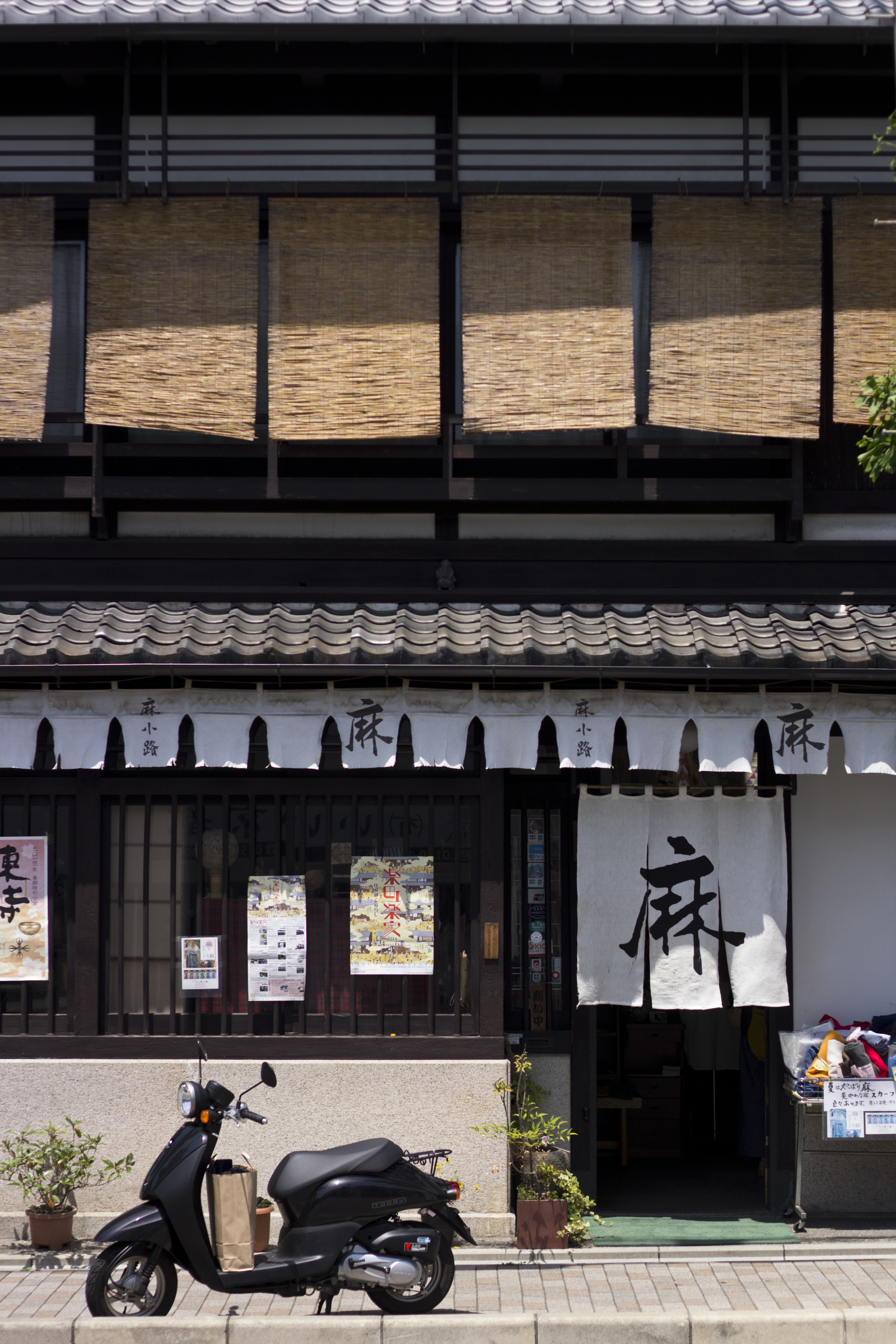
Facciata di una Machiya a Kyoto

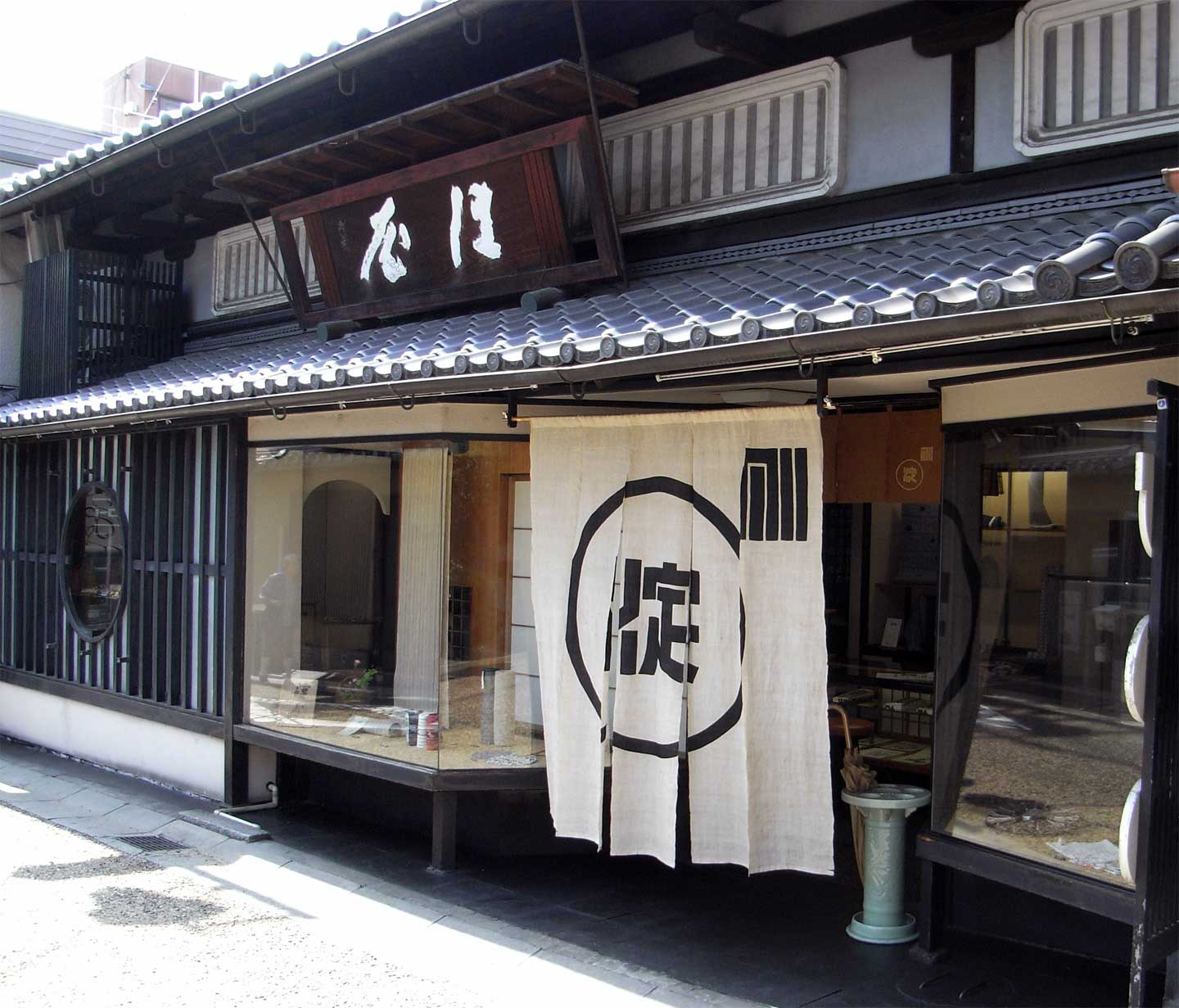
Vecchio negozio di tessuti a Nara

Machiya (case a schiera) e nōka (dimore agricole) costituiscono le due categorie di architettura vernacolare giapponese note come minka (abitazioni popolari). La Machiya ebbe origine già nel periodo Heian e continuò a svilupparsi fino al periodo Edo e persino nel periodo Meiji. Una Machiya ospitava mercanti e artigiani urbani, una classe chiamata collettivamente chōnin (cittadini). La parola machiya è scritta usando due kanji: machi (町) che significa "città", e ya (家 o 屋) che significa "casa" (家) o "negozio" (屋) a seconda del kanji usato per esprimerlo.

## Kyōmachiya
Una Machiya a Kyoto, a volte è chiamata kyōmachiya (京町家 o 京町屋), ha definito l'atmosfera architettonica del centro di Kyoto per secoli, e rappresenta la forma standard di definizione di machiya in tutto il paese.
La tipica machiya di Kyoto è una lunga casa in legno con una facciata in una strada stretta, che si estende in profondità nel blocco della città e spesso contiene uno o più piccoli giardini-cortile o tsuboniwa. Una Machiya incorpora pareti di terra e tetti di tegole, e potrebbe essere a uno, uno e mezzo, due, o occasionalmente anche tre piani. La parte anteriore dell'edificio serviva tradizionalmente come spazio per attività o negozi, generalmente con persiane scorrevoli o pieghevoli che si aprivano per facilitare l'esposizione di merci e beni.
Dietro questo mise no ma (店の間, "spazio per il negozio"), il resto dell'edificio principale è diviso in kyoshitsubu (居室部) o "spazio abitativo", composto da stanze divise con pavimenti in legno e tatami, e il doma (土間) o tōriniwa (通り庭), uno spazio di servizio a terra non rivestito che conteneva la cucina e funge anche da passaggio verso la parte posteriore, dove vi sono i magazzini noti come kura (倉 o 蔵). Un hibukuro (火袋) sopra la cucina funge da camino, portando via fumo e calore e come lucernario, portando luce in cucina. La larghezza degli spazi era tradizionalmente un indice di ricchezza, e i tipici appezzamenti di machiya erano solo da 5,4 a 6 metri di larghezza, e di circa 20 metri di profondità, portando il soprannome unagi no nedoko o letti d'anguilla.
La più grande stanza residenziale, situata nella parte posteriore dell'edificio principale, si affaccia sul giardino che separa la casa principale dal magazzino, ed è chiamata zashiki (座敷) e raddoppiata come sala di ricevimento per ospiti speciali o clienti. Le porte scorrevoli che compongono le pareti in una machiya, come nella maggior parte degli edifici tradizionali giapponesi, offrono un alto grado di versatilità; le porte possono essere aperte e chiuse o rimosse completamente per modificare il numero, le dimensioni e la forma delle stanze in base alle esigenze del momento. In genere, tuttavia, il resto dell'edificio potrebbe essere organizzato per creare stanze più piccole, tra cui un ingresso o un atrio (genkan, 玄関), butsuma (仏間), e naka no ma (中の間) e oku no ma (奥の間), entrambi i quali significano semplicemente "stanza centrale".
Un'occasione in cui le stanze sono alterate in modo significativo è durante il Gion Matsuri, quando le famiglie espongono i loro tesori di famiglia, inclusi i dipinti di byōbu (paraventi) e altre opere d'arte e cimeli nel machiya. Machiya fornisce anche spazio per costumi, decorazioni, santuari portatili (御神輿, omikoshi), e altre cose necessarie per il festival, oltre a ospitare spettatori lungo il percorso della parata del festival.
La caratteristica Machiya risponde alle preoccupazioni sul clima. Kyoto può essere piuttosto fredda in inverno, ed estremamente calda e umida in estate. Più strati di porte scorrevoli (fusuma e shōji) sono usati per moderare la temperatura all'interno; chiudere tutti gli schermi in inverno offre una certa protezione dal freddo, mentre aprirli tutti in estate offre un po' di tregua dal caldo e dall'umidità. Le case Machiya utilizzavano tradizionalmente anche diversi tipi di schermi che sarebbero cambiati con le stagioni; gli schermi di bambù intrecciati utilizzati in estate consentono all'aria di fluire, ma aiutano anche a bloccare il sole. Anche i cortili del giardino all'aperto favoriscono la circolazione dell'aria e portano luce in casa.

### Caratteristiche costruttive

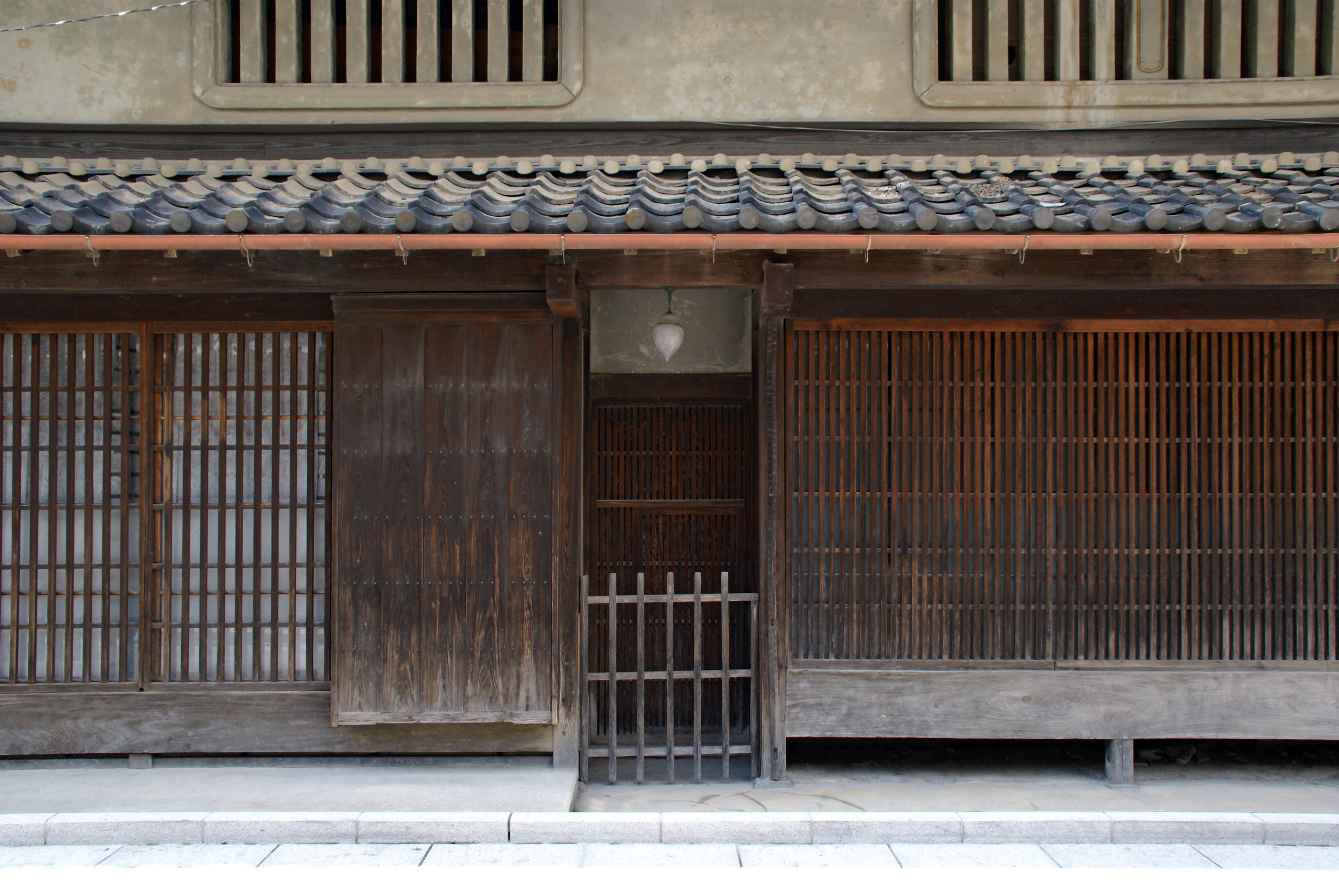
Facciata di un negozio nello storico quartiere mercantile di Matsuyama, città di Uda, prefettura di Nara; esempio di stile machiya. Grate Kōshi al piano terra; muri di terra sul secondo piano con finestre mushikomado. Tegole in laterizio.

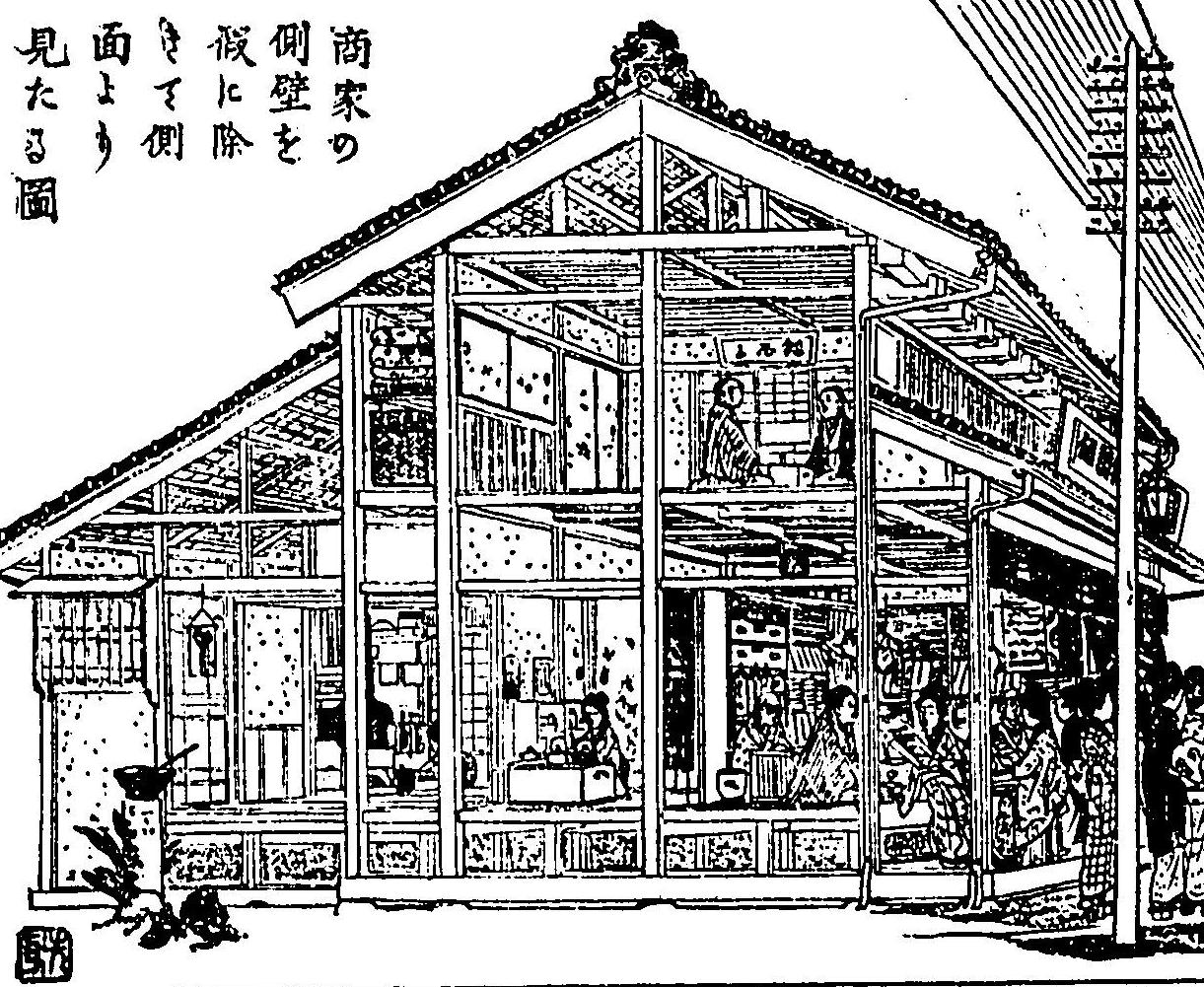
Sezione trasversale di una machiya a Tokyo

La parte anteriore di un machiya presenta griglie di legno, o kōshi (格子), i cui stili erano una volta indicativi del tipo di negozio che possedeva una machiya. Negozi di seta, venditori di riso, okiya (casa delle geishe), e negozi di liquori, tra gli altri, ognuno aveva il proprio stile distintivo. I tipi o gli stili sono ancora oggi noti con nomi che utilizzano certi negozi, come ad esempio Itoya-gōshi (糸屋格子, lett. "grata del negozio di filo") o Komeya-gōshi (米屋格子, lett. "grata del negozio di riso"). Queste grate a volte sporgono dal fronte dell'edificio, nel qual caso vengono chiamate degōshi (出格子). Normalmente non dipinto, il kōshi dell'hanamachi (geisha e distretti oiran) erano frequentemente dipinti in un bengara (紅殻), in vermiglio o colore rosso ocra.
La facciata del secondo piano di un machiya non è generalmente fatta di legno, ma di terrapieno, con uno stile distintivo di finestra noto come mushiko mado (虫籠窓, lett. "finestra a gabbia di insetto").
L'ingresso principale in un machiya consiste in due porte. Il Ō-do (大戸, lett. "grande finestra") era generalmente usato solo per trasportare merci, o oggetti di grandi dimensioni nell'edificio, mentre il più piccolo kugurido (潜り戸), o "lato della porta", era per uso normale e quotidiano, cioè per le persone che entrano e escono.

### Comunità
Le comunità Machiya possono essere paragonate alle hutong di Pechino. I piccoli quartieri costituiti da case strettamente raggruppate e organizzate su entrambi i lati di una strada stretta, a volte con piccoli vicoli (路地, roji) contribuiscono a creare un forte senso di comunità. Inoltre, molte aree erano tradizionalmente definite da una singola imbarcazione o prodotto. Il quartiere di Nishijin, ad esempio, è famoso per i suoi tessuti; la condivisione di un mestiere ha contribuito notevolmente a creare un senso di comunità tra gli altri commercianti di tessuti in quest'area.

### Distruzione
Le Machiya stanno scomparendo rapidamente; la loro distruzione ha un effetto fortemente negativo sull'atmosfera culturale storica e tradizionale di Kyoto e negli altri quartieri e città in cui vengono distrutte. Le Machiya sono difficili e costose da mantenere, sono soggette a un rischio maggiore di danni o distruzione da incendi o terremoti rispetto ad altri edifici moderni e sono per molti giapponesi semplicemente obsolete e antiquate. In un sondaggio condotto nel 2003, oltre il 50% dei residenti di machiya ha notato che è economicamente difficile mantenerla.
Tra il 1993 e il 2003, oltre il 13% delle machiya di Kyoto è stata demolita. Circa il quaranta percento di coloro che sono state demolite sono state sostituite con nuove case moderne e un altro 40% è stato sostituito da grattacieli, parcheggi o negozi commerciali in stile moderno Di quelle rimaste, oltre l'80% ha subito perdite significative nell'aspetto tradizionale delle loro facciate. Circa il 20% delle machiya di Kyoto è stato modificato con un processo chiamato kanban kenchiku (看板建築, lett. "architettura di cartello"); mantengono la forma di base ma le loro facciate sono state completamente ricoperte di cemento, che sostituisce i reticoli di legno del primo piano e le finestre mushikomado e i muri di terra del secondo piano. Molti di questi kanban kenchiku machiya hanno perso anche i loro tetti di tegole, molti hanno anche installato persiane in alluminio o acciaio, come si vedono comunemente nei piccoli negozi urbani di tutto il mondo.
Vi sono tuttavia gruppi che stanno adottando provvedimenti per proteggere e ripristinare le machiya a Kyoto. Una di queste istituzioni, la "Fondazione Machiya Machizukuri", è stata istituita nel 2005 con il sostegno di un benefattore di Tokyo. Il gruppo lavora a fianco dei singoli proprietari di machiya per ripristinare i loro edifici e per farli designare come "Strutture di importanza scenica" (景観重要建造物, keikan jūyō kenzōbutsu); sotto questa designazione, le strutture sono protette dalla demolizione senza il permesso del sindaco di Kyoto, e un sussidio è fornito dal governo della città ai proprietari della machiya per aiutare a sostenere la manutenzione dell'edificio. Molti di questi edifici restaurati servono, almeno in parte, come centri comunitari.
Iori, una società fondata dal collezionista d'arte, autore e sostenitore della cultura tradizionale Alex Kerr nel 2004 per salvare la vecchia machiya, ne possiede un certo numero che ha restaurato, le mantiene e le affitta ai viaggiatori. L'ufficio principale dell'azienda, situato in una machiya, ospita uno spazio di pratica artistica tradizionale, tra cui un palco Nō a grandezza naturale.

## Esempi
Ci sono molti machiya rimasti a Kyoto. Molte sono residenze private, mentre altre operano come aziende, in particolare caffè, e alcuni sono musei. La più grande machiya di Kyoto è Sumiya a Shimabara, il tradizionale quartiere del piacere (遊廓、遊郭?, yūkaku)  di Kyoto.